# بیخاری
بیخاری (به چکی: Běchary) یک منطقهٔ مسکونی در جمهوری چک است که در شهرستان ییچین واقع شده‌است. بیخاری ۸٫۷۶ کیلومتر مربع مساحت و ۲۳۸ نفر جمعیت دارد.